# Lisbeth Salander
Lisbeth Salander è la coprotagonista della serie Millennium.

## Biografia del personaggio
È nata nel 1978 ed ha 24 anni quando aiuta Mikael Blomkvist nell'indagine che porterà alla soluzione del caso Harriet Vanger. Nella finzione creata da Larsson è una donna dal carattere complesso, introverso e decisamente asociale. Ha un fumoso passato costellato di violenze, ricoveri e perizie psichiatriche, tanto che a diciotto anni viene riconosciuta incapace di badare a sé stessa e affidata a un tutore. Nonostante ciò svolge saltuariamente incarichi di ricerca su aziende o persone per la Milton Security ed è considerata tra le migliori collaboratrici di Dragan Armanskij, direttore dell'agenzia, che affida a Lisbeth le ricerche più spinose. Ha una sorella gemella di nome Camilla, che viene descritta completamente diversa da lei, sia caratterialmente che fisicamente; Lisbeth la considera molto bella, nonostante il feroce antagonismo, ritenendola la copia del padre Zalachenko: senza scrupoli, corrotta e calcolatrice.
È un'hacker geniale, esperta di pirateria informatica, in grado di raccogliere informazioni da archivi pubblici, privati, bancari o giudiziari. Nell'ambiente è conosciuta col nickname Wasp. Possiede una spiccata memoria fotografica che le permette di memorizzare in poco tempo enormi quantità di dati e informazioni, si interessa di matematica, algebra pura, fisica e logica e qualcuno sospetta che abbia la sindrome di Asperger. Mikael Blomkvist le affibbierà il nomignolo di Sally. Ha i capelli rossi naturali, ma li tinge di nero corvino; i suoi occhi sono neri come il carbone, inespressivi, freddi e diffidenti. È una ragazza mingherlina e di bassa statura; a causa del suo fisico magrissimo, spesso è considerata anoressica, pur non essendolo. Nonostante il suo fisico non lo dimostri, è un'abile pugile. Il suo look abituale è composto da abiti goth e punk.
«Armanskij aveva difficoltà ad accettare che la sua ricercatrice migliore fosse una ragazza pallida, di una magrezza da anoressica, con i capelli cortissimi e il piercing a naso e sopracciglia. Sul collo aveva tatuata una vespa lunga due centimetri e intorno al bicipite del braccio sinistro una serpentina. Nelle occasioni in cui aveva indossato indumenti leggeri, Armanskij aveva anche potuto constatare che aveva un grande tatuaggio raffigurante un drago sulla schiena. Per natura aveva i capelli rossi, ma li tingeva di un nero corvino. [...]. La ragazza - di questo Armanskij era pienamente convinto - non soffriva di nessun disturbo alimentare vero e proprio; al contrario, sembrava consumare ogni genere di porcheria. Semplicemente era magra di costituzione, con un'ossatura minuta che le dava un'aria da eterna adolescente, mani piccole, caviglie sottili e seni che si distinguevano appena sotto i vestiti. Aveva ventiquattro anni ma pareva una quattordicenne.» (Uomini che odiano le donne).
Spiragli sulla sua vicenda personale si aprono solo nel secondo volume della saga Millennium, La ragazza che giocava con il fuoco, in cui viene finalmente spiegato cosa intenda Lisbeth con l'espressione "Tutto il Male".
Con questa espressione, il cui significato viene chiarito da Holger Palmgren, primo storico tutore di Lisbeth, in un colloquio con Mikael Blomkvist, Lisbeth Salander si riferisce ad un episodio particolarmente scottante della propria adolescenza che ha portato al suo internamento nella casa di cura St. Stephan ad Uppsala.
Holger Palmgren riferisce a Blomkvist che il padre di Lisbeth sarebbe un ex agente del Gru di origini ucraine di nome Alexander Zalachenko. Questo personaggio fa la sua comparsa in alcuni documenti che Blomkvist legge per un'inchiesta che la redazione di Millennium sta portando avanti sul trafficking.
Zalachenko conosce la madre di Lisbeth e Camilla, Agneta, che è molto più giovane di lui e si innamora perdutamente dell'uomo. Dalla loro unione nascono le due gemelle. Zalachenko non sembra curarsi della neonata famiglia e si allontana molto spesso, tornando solo per usare violenza nei confronti di Agneta e ignorando completamente le figlie.
La reazione delle bambine a questi episodi violenti si sviluppa in maniere differenti da quando sono molto piccole, perché Camilla, a differenza di Lisbeth, benché si renda conto allo stesso modo dei maltrattamenti subiti dalla madre, tuttavia è solo preoccupata che si sappia qualcosa in giro. Lisbeth, al contrario, non perdona al padre le violenze a cui sottopone la mamma e un giorno arriva addirittura ad accoltellare Zalachenko cinque volte prima di essere fermata.
L'ultimo episodio di violenza, nel quale si concretizza ciò che Lisbeth chiama "Tutto il Male", avviene quando le bambine hanno circa dodici anni, nel 1991. In quell'occasione, Zalachenko sottopone Agneta a terribili violenze, dandole un colpo in testa che sarà la causa della prima di una serie di emorragie cerebrali che in seguito la porteranno alla morte. In questa occasione, però, Lisbeth, ormai adolescente, reagisce. Tornando a casa da scuola, vede il padre andare via da casa e trova la madre in gravi condizioni: decide di inseguire il padre, che è già entrato in macchina, e, quando lui apre il finestrino per parlarle, lei butta all'interno dell'abitacolo una tanica piena di benzina e dà fuoco alla macchina.
Quando intervengono le forze dell'ordine, però, invece di occuparsi di Agneta, come la stessa Lisbeth suggerisce, si occupano primariamente di Zalachencko, e l'episodio viene completamente insabbiato a causa della posizione di lui di ex agente del Gru. Questo è il motivo per cui dopo Lisbeth viene ricoverata presso la clinica St. Stephan di Uppsala. La perizia psichiatrica su di lei viene redatta dal dottor Peter Teleborian, psichiatra di indiscussa fama, con la complicità di Gunnar Bjorck, membro della SÄPO.
Durante la permanenza alla St. Stephan, Lisbeth viene immobilizzata a letto per 381 giorni ed è costretta a ricevere terapie farmacologiche di cui non ha alcun bisogno. Quest'ingiustizia genera in lei un odio inestinguibile verso gli psichiatri (che lei definisce "strizzacervelli") e verso le forze dell'ordine e gli agenti sociali, complici delle torture psicologiche subìte.
Dopo la dimissione dalla clinica, Lisbeth viene affidata a due famiglie affidatarie, a cui però dà molti problemi. Al raggiungimento della maggiore età viene riconosciuta incapace di badare a sé stessa e affidata in custodia a Holgren Palmgren. Palmgren con lei si rivela molto gentile e più che magnanimo: le dà accesso totale al suo patrimonio e, per farle avere un lavoro, la raccomanda alla Milton Security, un'agenzia di sicurezza. Alla Milton Security, inizialmente occupatasi di impieghi di basso livello (fotocopie, pulizie), viene notata dal direttore Dragan Armanskij a causa della sua impressionante abilità nel risolvere problemi di qualunque tipo e per le sue ottime doti di investigatore, diventando poi suo collaboratore personale. Palmgren viene poi colpito da un ictus (da cui si riprende quasi un anno dopo grazie anche alle cure somministrate indirettamente da Lisbeth).
Il suo nuovo tutore è Nils Bjurman. Bjurman si rivela subito come un vero e proprio sadico, chiedendo prestazioni sessuali a Lisbeth ogni volta che ha bisogno di soldi dal suo stesso conto. Questi abusi però non fanno altro che ricordare a Lisbeth ciò che ha dovuto sopportare prima da suo padre e poi alla St. Stephan, e quindi risvegliano il lei un senso di vendetta verso gli uomini che odiano le donne. Con una telecamera nascosta dentro il suo zaino riesce ad avere un filmato dell'ultima violenza subìta, che non è semplicemente un abuso come quelli precedenti, bensì un vero e proprio stupro. Dopo una settimana passata a recuperare dai danni provocati dallo stupro, ritorna a casa di Bjurman, ma questa volta prima lo stordisce usando un taser, lo ammanetta, gli mostra il filmato e lo ricatta minacciando di pubblicarlo a meno che le dia accesso libero alle sue risorse finanziarie e che compili ogni mese una relazione al giudice tutelare, secondo cui Lisbeth Salander è una persona tranquilla che vive una vita assolutamente normale, richiedendo al tempo stesso la revoca della dichiarazione di incapacità. Dopodiché tatua sul ventre di Bjurman la scritta: "IO SONO UN SADICO PORCO, UN VERME E UNO STUPRATORE" come ulteriore prova della vera natura del suo crudele tutore.
Dopo aver sistemato la "faccenda Bjurman", Lisbeth si concentra su un altro caso cui si stava dedicando nel frattempo il giornalista Mikael Blomkvist: la scomparsa nel 1966 di Harriett Vanger, nipote di Henrick Vanger, proprietario di una multinazionale di acciaierie e tra gli uomini più potenti della nazione. Si incontrano e decidono di risolvere il caso insieme. Tra i due inizia anche una relazione, che però viene bruscamente interrotta quando Lisbeth scopre che Michael ha un'amante.
Risolto il caso Vanger Lisbeth, grazie alle sue abilità nel campo dell'informatica e dell'hackeraggio, organizza una truffa ai danni di Hans Erik Wennerström (miliardario colpevolizzato in uno degli articoli di Mickael Blomkvist e a cui ha fatto causa per diffamazione a mezzo stampa, vincendola) incassando fraudolentemente oltre tre miliardi di corone svedesi. A quel punto si prende un anno sabbatico viaggiando in giro per il mondo e addirittura sottoponendosi ad un intervento di mastoplastica additiva.
Appena tornata in Svezia Lisbeth controlla subito se Bjurman sta effettuando correttamente il suo operato e per minacciarlo usa una sua pistola. Alcuni giorni dopo Lisbeth subisce la tentata aggressione di un uomo da cui riesce a divincolarsi (il tutto sotto gli occhi di Blomkvist, casualmente presente in quel momento). La pistola di Bjurman viene poi usata per uccidere due giornalisti free-lance (coinvolti con Blomkvist in un'inchiesta sul traffiking di prostitute dal baltico e dalla Russia) e poi per uccidere anche Bjurman stesso. Lisbeth viene subito ricercata dalla polizia, ma riesce abilmente a cavarsela e a nascondersi. Nel frattempo, aiutata indirettamente ma malvolentieri da Mikael Blomkvist e inconsapevolmente da Dragan Armanskij e i loro rispettivi collaboratori, Lisbeth riesce a trovare il luogo dove si nasconde Zalachencko. Con lui vive anche un enorme uomo biondo. Dopo un appostamento prova a ucciderli di nascosto, ma riescono a prevedere le sue mosse, a spararle e a sepperlirla. Lisbeth però sopravvive, seppur gravemente ferita, e durante la notte attacca Zalachencko con un'accetta. Il gigante biondo, identificatolo come Ronald Niedermann e come il suo fratellastro, fugge via. Nel frattempo l'arrivo di Blomkvist permette a Lisbeth di essere soccorsa e con un'eliambulanza viene trasportata all'ospedale Salghrenska di Göteborg, dove viene operata d'urgenza e poi ricoverata nel reparto di terapia intensiva.
Le condizioni di salute di Lisbeth, dapprima critiche, vanno via via migliorando. Durante il suo ricovero viene visitata da Annika Giannini, sorella di Blomkvist, che verrà poi scelta come suo avvocato. Viene poi presa di mira da un anziano signore con l'intenzione di uccidere lei e Zalachencko: quest'ultimo viene freddato, ma Lisbeth riesce a salvarsi grazie all'aiuto di Annika che non gli permette di raggiungerla (l'anziano poi si suiciderà poco dopo in corridoio). Dopo la sua completa guarigione viene trasferita in carcere. Al processo respinge tutti i capi d'accusa e dimostra che la perizia psichiatrica su di lei è un falso. Il suo avvocato, Annika Giannini, riesce a mettere in contraddizione Peter Teleborian (chiamato come testimone dal pubblico ministero Richard Ekstrom) in quanto ha rivelato anzitempo il contenuto della perizia psichiatrica al capo della polizia Ekstrom, secretata come documento riservato alla Säpo, e in quanto ha negato la violenza sessuale subita da Lisbeth da parte di Bjurman e documentata nel filmato registrato due anni prima. Al terzo appello Annika chiama come testimone Mikael Blomkvist che riesce a provare l'esistenza di alcuni membri di un ramo segreto della Säpo che garantiva l'immunità a Zalachencko internando e interdicendo Lisbeth. La causa viene da lei vinta. A questo punto per lei rimane l'ultimo problema: Niedermann. Lo trova in una fabbrica abbandonata e dopo una breve fuga riesce a immobilizzarlo; ad ucciderlo ci pensano poi alcuni suoi nemici preventivamente contattati da Lisbeth che poi fa arrestare chiamando la polizia.
Ormai Lisbeth è davvero libera e a cuor leggero decide di far rientrare Mikael nella sua vita.